# Фотини Пападимитриу
Фотини Алата-Пападимитриу (на гръцки: Φωτεινή Αλατά-Παπαδημητρίου) е гръцка учителка и революционерка, деятелка на Гръцката въоръжена пропаганда в Македония.

## Биография
Родена е в 1885 или 1886 година в източномакедонския град Сяр, тогава в Османската империя, днес в Гърция. Баща ѝ е капитан на гръцка андартска чета. В 1901 година завършва Григориадиевото училище в града. В същата година е изпратена като учителка в голямото гъркоманско село Старчево. Фотини е гръцка учителка в селото с прекъсвания от 13 ноември 1901 година до 1911 година, подпомогната от майка си Евдокия, която знае български език.
Присъединява се към гръцката въоръжена пропаганда в Македония и развива широка дейност. В неделя, 12 декември 1904 година четата на Дончо Златков напада Старчево и принуждава селяните да предадат гръцките учители Фотини Алата и Андонис Плумис. Селото обаче е спасено от намесата на османски части. Алата и Плумис се спасяват в Петрич, където са подпомогнати от митрополит Ириней Мелнишки. Алата става гръцка учителка във Валовища, но с помощта на Ириней се завръща в Страчево, където продължава учителската си работа от 1907 до 1911 година. Напуска Старчево окончателно, когато се жени за Атанасиос Пападмитриу в 1911 година.
В 1920 година съпругът на Фотини умира и тя се установява в село Копач, като учителка в 1921 година. Остава на този пост до 1924 година. След това преподава в серските села Димитрич от 1924 до 1939 година и в Къспикеси от 1939 до 1948 година. В 1948 година се пенсионира в напреднала възраст. Умира на 2 юли 1972 година.
Фотини Алата-Пападимитриу е наградена от Атинската академия за приноси ѝ в гръцката въоръжена пропаганда в Македония.